# Suicidal for Life
Albums de Suicidal Tendencies
The Art of Rebellion
(1992) Freedumb
(1999)
Singles
1. "Love Vs. Loneliness"
Sortie : 1994
2. "What You Need's a Friend"
Sortie : 1994

Suicidal for Life est le 8e album du groupe de crossover / thrash metal américain Suicidal Tendencies. Cet album est sorti le 14 juin 1994 sur le label Epic Records et a été produit par le groupe et  Paul Northfield.

## Historique
Enregistré entre octobre 1993 et mars 1994 en Californie, il a été produit par le groupe et Paul Northfield qui avait déjà travaillé avec le groupe sur l'album The Art of Rebellion en tant qu'ingénieur du son. Le style musical de l'album est beaucoup plus orienté vers le thrash que son prédécesseur et les textes sont plus agressifs et malgré la censure du Parental Advisory aux États-Unis, les quatre premiers titres des morceaux de l'album (intro mise à part) comportent le mot « fuck ».
Il sera le dernier album pour le label Epic, le dernier avec Robert Trujillo, Rocky George et Jimmy DeGrasso (dont c'était aussi le premier). Le groupe se séparera après la tournée de promotion en 1995 avant de renaître en 1998 avec d'autres musiciens.
Aux États-Unis, il a été classé 82e au Billboard 200 le 2 juillet 1994 et à la 87e place des charts britanniques. En France, il fera une courte apparition de trois semaines dans les charts, atteignant une 23e place. L'album y sera promu par une tournée de treize dates. Il entra aussi dans les charts allemands, suédois et suisses

## Liste des titres
| No  | Titre                                  | Auteur                                   | Durée |
| --- | -------------------------------------- | ---------------------------------------- | ----- |
| 1.  | Invocation                             | Mike Muir, Rocky George, Robert Trujillo | 0:59  |
| 2.  | Don't Give a Fuck                      | Muir, Mike Clark                         | 2:47  |
| 3.  | No Fuck'n Problem                      | Muir, Clark                              | 3:31  |
| 4.  | Suicyco Muthafucka                     | Muir, Clark, George                      | 4:28  |
| 5.  | Fucked up Just Right                   | Muir, Clark                              | 4:58  |
| 6.  | No Bullshit                            | Muir, Clark                              | 3:13  |
| 7.  | What Else Could I Do?                  | Muir, Clark, Trujillo                    | 6:00  |
| 8.  | What You Need's a Friend               | Muir, Clark, Trujillo, George            | 3:56  |
| 9.  | I Wouldn't Mind                        | Muir, Clark, Trujillo                    | 4:23  |
| 10. | Depression and Anguish                 | Muir, Clark                              | 3:03  |
| 11. | Evil                                   | Muir, George                             | 3:44  |
| 12. | Love vs. Loneliness                    | Muir, Clark, George                      | 6:57  |
| 13. | Benediction                            | Muir, Clark, Trujillo                    | 1:01  |
| 14. | Two Worlds Collide (Titre bonus Japon) |                                          | 3:37  |

## Composition du groupe
- Mike "Cyco Miko" Muir: chant
- Rocky George: guitare solo
- Mike Clark: guitare rythmique
- Robert Trujillo: basse
- Jimmy DeGrasso: batterie

## Charts
Charts album
| Pays                          | Durée du classement | Meilleur classement | Date             |
| ----------------------------- | ------------------- | ------------------- | ---------------- |
| Allemagne (GfK Entertainment) | 9 semaines          | 32e                 | 18 juillet 1994  |
| États-Unis (Billboard 200)    | 3 semaines          | 82e                 | 2 juillet 1994   |
| France (SNEP)                 | 3 semaines          | 23e                 | 3 juillet 1994   |
| Royaume-Uni (UK Albums Chart) | 1 semaine           | 87e                 | 2 juillet 1994   |
| Suède (Sverigetopplistan)     | 5 semaines          | 17e                 | 1er juillet 1994 |
| Suisse (Schweizer Hitparade)  | 3 semaines          | 43e                 | 14 août 1994     |